# Краснобрюхий полоз
Краснобрюхий полоз (лат. Dolichophis schmidti) или шахмар — вид змей рода семейства ужеобразных.

## Описание
До недавнего времени этот вид относили к жёлтобрюхому полозу на правах подвида, с которым он совместно живет на Кавказе и отличается от него в первую очередь красноватым брюхом, а также некоторыми другими особенностями окраски. Сверху он имеет серовато-коричневые или красноватые оттенки практически без рисунка на спине. Горло, верхнегубные щитки и радужная оболочка глаз красные, а края брюшных щитков (которые имеют слабовыраженные кили, формирующие боковые продольные ребра) в крапинках.
Чешуя туловища краснобрюхого полоза гладкая, с двумя апикальными ямками. Брюшных щитков — 190—212, подхвостовых — 86—107 пар, анальный щиток раздвоен.

## Распространение
Обитает от Центральной Анатолии (Турция) до Северного Ирана. В пределах бывшего СССР встречается в Южном Дагестане, Азербайджане, Армении, Грузии, Туркменистане (спорадически вдоль рек Сумбар, Чандыр, Атрек, близ посёлка Малые Далили в Копетдаге, южнее железнодорожной станции Бами, у села Сайван и родника Сонули). Подвидов не образует.

## Образ жизни
Живет в разных по характеру биотопах: от побережий долинных рек с густой растительностью и ущелий на ксерофитных склонах гор на высоте 1000—1500 м над уровнем моря до арчевников и плодовых садов. Активен обычно днем. Из зимовок выходит в начале марта, спаривание продолжается с середине апреля до середины мая, а откладка яиц — с середины июня до начала июля. В кладке обычно бывает от 5 до 11 яиц размером 5,0 x 0,6 см. Молодые особи вылупляются в конце сентября, имея сразу после рождения длину около 33 см.
В питании преобладают ящерицы, иногда встречаются птицы, грызуны и даже змеи. От врагов спасается в норах грызунов или активно защищается, совершая броски, сопровождаемые громким шипением.
Вид внесен в Красную книгу Туркменистана.